# Reaal (muntsoort)
Een reaal is een historische muntsoort, waarvan het soort metaal en het gewicht van land tot land en periode tot periode kon verschillen. De naam is via het Spaanse real van het Latijn regalis, "koninklijke", afgeleid.
Van de zestiende tot in de achttiende eeuw circuleerden realen in Nederland. Tot 1828 was het de munteenheid van Curaçao.
Een onder Keizer Karel V uitgegeven munt werd ook wel Imperiale of Gouden Reaal genoemd, met een borstbeeld van de keizer.